# Straight Outta L.A.
Straight Outta L.A. är en amerikansk dokumentärfilm från 2010, regisserad av Ice Cube. Filmen är en del av ESPN:s serie 30 for 30, och kretsar kring den amerikanska fotbollsklubben Los Angeles Raiders (nuvarande Oakland Raiders) och dess inflytande på Los Angeles och hiphopmusik.